# Вильнюсская оборонительная стена
Вильнюсская оборонительная стена (Виленская крепостная стена, Виленская оборонительная стена, Вильнюсская городская стена) — система фортификационных сооружений, опоясывавшая в XVI—XVIII веках столицу Великого княжества Литовского — город Вильно / Вильнюс. Сооружена по распоряжению великого князя Александра в 1503—1522 годах и разобрана в 1801—1802 годах. От городской стены сохранились Острые ворота и несколько коротких отрезков по периметру Старого города.

## История
В начале XVI века, когда участились набеги крымских татар и ухудшились отношения с московским князем Иваном III, обострилась потребность Вильно в оборонительных сооружениях. По просьбе горожан великий князь литовский и король польский Александр Ягеллон привилеем от 6 сентября 1503 года распорядился возвести вокруг города оборонительную стену. Провести её границы было поручено виленскому воеводе Николаю Радзивиллу. Предполагается, что постройкой руководил архитектор Михаэль Энкингер из Данцига.
Строительство было завершено в 1522 году. Привилей предусматривал сооружение пяти ворот, однако к началу XVII века ворот было десять — Замковые, Бернардинские, Спасские, Субочские, Медницкие или Острые (Остра брама), Рудницкие, Троцкие, Виленские, Татарские и Мокрые (Марии Магдалены). Кроме того, были построены две оборонительные башни — Круглая (Рудницкая) и Спасская. В первой половине XVII века неподалёку от Субочских ворот на холме Бакшта был сооружен барбакан с расположенными в два этажа артиллерийскими орудиями и арсеналом. Орудий, как предполагается, могло быть около 24.
Рудницкие, Виленские, Медницкие ворота ремонтировались в 1662—1663 годах. Тогда же были перестроены Троцкие ворота. Во время войны с Москвой в 1654—1667 годах некоторые ворота были повреждены. Укреплениями из брёвен и земли в 1672 году были заложены Татарские ворота, в 1677 году — Мокрые ворота.
Городская стена и ворота основательно ремонтировались и укреплялись в 1789 году. Во время восстания 1794 года стена и ворота в последний раз использовались при обороне города. Во время боёв пострадали Виленские, Троцкие и Спасские ворота, разрушена часть стены между Виленскими и Троцкими воротами.
После подавления восстания царская военная администрация сначала приказала магистрату реставрировать укрепления. В 1799 году по предложению гражданского губернатора Ивана Фризеля и генерал-губернатора Б. П. Ласси император Павел I распорядился разобрать стену и ворота, что и было сделано в 1800—1805 годах . От городской стены сохранилось несколько фрагментов в виде стен зданий или оград монастырей, а также ворота Остра брама и отреставрированный барбакан.

## География
- Франциск Смуглевич. Медницкие ворота (1785)
- Франциск Смуглевич. Рудницкие ворота (1785)
- Франциск Смуглевич. Рудницкая башня (1785)
- Франциск Смуглевич. Троцкие ворота (1785)
- Франциск Смуглевич. Субочские ворота (1785)
- Франциск Смуглевич. Виленские ворота (1785)

Городская оборонительная стена была длиной около 3 км и опоясывала большую часть Старого города с востока, юга и запада. В северо-западном направлении городская стена соединялась со стеной Нижнего замка, шла по юго-восточной стороне нынешней улицы Стуокос-Гуцявичяус, пересекала улицу Лейиклос и нынешнюю ограду вокруг президентского дворца и шла до Татарских ворот на перекрёстке улиц Тоторю и Бенедиктиню, у северного угла здания Министерства обороны Литвы.
Далее стена поднималась по улице Бенедиктиню до Виленских ворот на перекрёстке улиц Вильняус и Бенедиктиню. Не доходя до Завальной улицы (Пилимо), городская стена поворачивала в юго-восточном направлении, проходя по участку, на котором сейчас располагаются здания Дома учителя и постройки между улицами Клайпедос и Траку. На перекрёстке улиц Траку, Пилимо и Басанавичяус стояли Троцкие ворота.
От Троцких ворот стена пролегала по улице Пилимо до пересечения с улицей Руднинку. Здесь стояли самые большие Рудницкие ворота. От угла улиц Пилимо и Базилийону стена поворачивала в восточном направлении до Медницких, или Острых, ворот — единственных сохранившихся. Пройдя вдоль монастыря босых кармелитов и православного Свято-Духова монастыря, стена спускалась до Субочских ворот. Ниже этих ворот в первой половине XVII века по проекту архитектора Фридриха Гетканта был выстроен барбакан, сохранившийся до наших дней. Стена шла вдоль восточной стороны улицы Бокшто и поворачивала в сторону Заречья к Спасским воротам на месте пересечения улиц Ишганитоё и Майронё. Далее к северу за собором Успения Пречистой Божией Матери у моста через Вильню располагались Бернардинские ворота. Остаётся неизвестным, проходила ли дальше городская стена до соединения с укреплениями Нижнего замка.  

## Остатки стены
Сохранился короткий отрезок городской стены в стене дома, который можно увидеть со двора дома по улице Траку (Trakų g. 2). Сохранилась нижняя часть стены шириной около 1,3 м с замурованными нишами.
Фрагмент готической постройки длиной около 40 м уцелел на улице Пилимо (Pylimo g. 50). Он представляет собой готическую кладку из камня и кирпича; ширина 1,4 м в фундаменте и основании, в два раза тоньше — верхняя часть из красного кирпича с бойницами. Стена неоштукатуренная. На расстоянии 3,7 м друг от друга расположены крытые ниши для стрельбы; из каждой открываются три бойницы для наблюдения и стрельбы. В XVI веке со стороны города вдоль стены вела деревянная галерея. За стеной перед ней был оборонительный ров и вал. В конце XVIII века — начале XIX века, когда стена была разрушена и разобрана, ров был засыпан, вал выровнен, бойницы заложены, оставшиеся стены повышены и к ним были пристроены двухэтажные дома. В 1959 году по проекту архитектора Бронисловаса Круминиса фрагмент городской стены был расчищен, реставрирован и законсервирован.. Расчищены и законсервированы остатки северной части стены между бывшими Трокскими и Рудницкими воротами на улице Пилимо, представляющие ныне часть зданий Пилимо 26 и 28. и южной части стены того же отрезка стены в зданиях Пилимо 38 и 40..
На улицах Базилийону и Швянтосёс Двасёс имеется большой отрезок бывшей стены длиной около 215 м, к востоку и к северу от Острой брамы, составляющий ограды ансамблей костёла Святой Терезы и монастыря босых кармелитов и Свято-Духова собора и монастыря. В юго-западной части отрезка сохранились оборудованные в XVII—XVIII веках бойницы с нишами со двора кармелитского монастыря, расположенные на расстоянии 2,5 м друг от друга. В северо-восточной части этого отрезка в XVII веке верхняя часть стены была разрушена и сохранилась только нижняя часть высотой 2,5 м.
По обеим сторонам бывших Субочских ворот сохранились и отреставрированы остатки городской стены — 30 м по улице А. Страздялё и 150 м вдоль улицы Бокшто . В нижней части стены у перекрёстка улиц А. Страздялё и Субачяус, возведённой в XVI веке, имеются четыре гнезда с бойницами, устроенные таким же образом, как и в фрагменте стены на улице Пилимо. В верхней части, построенной в XVII веке, расположено десять бойниц. В 1961 году этот фрагмент стены был реставрирован по проектам архитекторов Бронисловаса Круминиса и Сигитаса Ласавицкаса.
Участок вдоль улицы Бокшто своей конструкцией и расположением бойниц сходен с отрезками стены на А. Страздялё. В 1965—1970 годах стена по проекту архитектора Жибарта Симанавичюса была частично реставрирована, при этом была восстановлена несохранившаяся верхняя часть XVI века с бойницами.
Двенадцать выявленных сохранившихся фрагментов городской оборонительной стены включены в Регистр культурных ценностей Литовской Республики и охраняются государством, код 39.